# 天主教湯斯維爾教區
天主教湯斯維爾教區（拉丁語：Dioecesis Tovnsvillensis）是澳大利亞一個羅馬天主教教區。屬布里斯班總教區。1930年2月12日升為教區。
教區範圍包括昆士蘭州中北部，教座位於湯斯維爾。2010年有教友75,600人（佔轄區人口28.7%）、廿六個堂區、三十名司鐸。前主教麥可·帕特尼在2014年3月28日去世，故現任教區主教懸缺。